# Janidera biapiculata
Janidera biapiculata là một loài bọ cánh cứng trong họ Cerambycidae.